# Maitatsine-Bewegung
Die Maitatsine-Bewegung (in Hausa Yan Tatsine oder Kalo Kato) war eine muslimische Sammlungsbewegung im Norden Nigerias, die von dem aus Kamerun stammenden Prediger Mohammed Marwa Maitatsine (geb. 1927, gest. 31. Dezember 1980) gegründet wurde. In den 1970er und 1980er Jahren, insbesondere in den Jahren zwischen 1980 und 1985, kam es in Kano zu Auseinandersetzungen zwischen bewaffneten Maitatsine-Anhängern und staatlichen Sicherheitskräften, bei denen etwa 8.600 Menschen ums Leben kamen.
Laut Aliyu Musa, einem in Großbritannien ansässigen Dozenten, soll die Gruppe weiterhin Menschen für ihre Sache rekrutieren, insbesondere die jungen Menschen.
Die meisten Anhänger der Maitatsine-Bewegung waren Arbeitslose und nicht ausgebildete, oft analphabetische Jugendliche, ein deprivierter Bevölkerungsteil also, der sich als Opfer des wirtschaftlichen Umschwungs sah. Die Maitatsine-Bewegung wandte sich im Namen Allahs gegen die etablierten islamischen Gelehrten und Moscheen, die sie für die Wirtschaftsentwicklung verantwortlich machte. Außerdem führte er eine Anzahl Neuerungen in die religiöse Praxis ein, wie die Reduktion der täglichen Gebete von fünf auf drei. Marwa lehnte alle Quellen der Religion außer dem Koran ab, so dass er von den anderen islamischen Gelehrten als Häretiker betrachtet wurde.
Nachdem sich bereits 1972 in Kano Unruhen ereignet hatten, kam es vom 18. bis zum 29. Dezember 1980 zu Kampfhandlungen zwischen den bewaffneten Anhängern der Maitatsine-Bewegung und dem staatlichen Militär. Der als „Kano Riots“ bekannte Aufstand forderte nach offiziellen Angaben 4.177 Todesopfer, unter ihnen auch Mohammed Marwa selbst. Einige Maitatsine-Anhänger, die der Staatsmacht entgehen konnten, zettelten in den nordnigerianischen Städten Maiduguri, Kaduna (beide 26. bis 30. Oktober 1982), Yola (Frühjahr 1984) und Gombe (April 1985) weitere Aufstände an. Die nigerianische Regierung schlug die Aufstände mit dem massiven Einsatz von Streitkräften, auch der Luftwaffe, nieder.

## Belege
1. ↑  Zu den Lebensdaten vgl. Abdurrahman I. Doi: Islam in Nigeria. Gaskiya Corporation Limited, Zaria, 1984. S. 293, 299.
2. ↑  Roman Loimeier: Islamische Erneuerung und politischer Wandel in Nordnigeria. Die Auseinandersetzung zwischen den Sufi-Bruderschaften und ihren Gegnern seit Ende der 50er Jahre. Lit, Münster 1993. S. 170.